# Lago Torne
Torne ou Pântano de Torne (em sueco: Torneträsk,  PRONÚNCIA; em lapão: Duortnosjávri; em finlandês: Torniojärvi) é um lago de alta montanha situado no norte da província histórica da Lapónia, perto da fronteira com a Noruega. Com uma área de 332 quilômetros quadrados, tendo um comprimento de 72 quilômetros e uma largura de 9, é o 6º maior lago da Suécia, e o 2º mais profundo do país. Suas águas alimentam o rio Torne, que atravessa as províncias da Lapónia e Norrbotten, antes de desaguar no Mar Báltico. Uma parte do seu curso está dentro do Parque Nacional de Abisko.